# Rosalie Sorrels
Rosalie Sorrels, née à Boise (Idaho) le 24 juin 1933 et morte le 11 juin 2017, est une chanteuse, guitariste et auteur-compositeur de musique folk américaine.
Tout au long d'une carrière s’étalant sur six décennies, Rosalie Sorrels a chanté aux côtés de nombreux artistes, dont elle s'est fait des amis : Utah Phillips, Dave Van Ronk, Pete Seeger, Oscar Zeta Acosta, Hunter S. Thompson, et Studs Terkel, qui lui a écrit l'intérieur du livret de quelques-uns de sa vingtaine d'albums. Malvina Reynolds, dont elle reprit de nombreuses chansons sur l'album What does it mean to love?, est une influence majeure sur son travail.

## Biographie
Au début de la décennie 1950, Rosalie Sorrels débuta en tant que chanteuse et collectionneuse de chansons folks et traditionnelles dans le but de les préserver et de les rendre populaires, époque à laquelle elle rencontre Utah Phillips ; il s'ensuit une amitié très proche : Rosalie fut la première interprète à chanter les chansons de Utah. Mariée jeune, elle quitte son mari au début de la décennie 1960 et, une fois divorcée, se produit dans de nombreux festivals et clubs à travers les États-Unis afin de subvenir aux besoins de ses cinq enfants, s'établissant par là également une réputation qui lui fit rencontrer la scène artistique, de la Beat generation aux musiciens les plus connus. Depuis ses débuts et tout au long de sa carrière longue de cinq décennies, elle est reconnue pour son engagement social, ses talents d'amuseur public et de composition. Le premier concert majeur de Rosalie Sorrels eut lieu lors du Newport Folk Festival de 1966. 